# Diego de Almagro
Diego de Almagro (født 1479 i Almagro i Spanien, død 8. juli 1538 i Cusco) var en spansk conquistador som erobrede Inkariget sammen med Francisco Pizarro. Han kom imidlertid hele tiden til kort med hensyn til udkommet af erobringen i forhold til Francisco Pizarro. Han udforskede det nordlige Chile 1534-35 og herskede over byen Cuzco i en periode, 1535-38, men blev til sidst dræbt i et stort slag mellem de tidligere allierede conquistadorer, hvor Francisco Pizarro sejrede. 

## Begyndelsen
Diego de Almagro kom til Den Nye Verden med en kongelig spansk koloniseringsflåde ledet af admiral og guvernør Pedro Arias de Avila (Pedrarias Davila) i 1514. Ekspeditionen skulle erobre land og undertvinge urbefolkningen i Darién-kysten af dagens Panama og den caribiske kyst af dagens Colombia. I Darién var det allerede etableret en lille koloni med navn Santa Marta Antigua, som blev udgangspunkt for kampagnen. Lederen for den allerede etablerede koloni, Balboa, havde året før opdaget Sydhavet (Stillehavet) på den anden side af Panamatangen, og havde af den spanske konge fået eneret på at udforske kysterne af Sydhavet, men var underordnet guvernøren. Men da guvernør Davila mistænkte Balboa for at have sveget ham, blev Balboa dømt til døden og henrettet i 1519, og Sydhavets kyster blev taget i øjesyn. Mens de Caribiske kyster var dækket af mangroveskov og indlandet af jungle, opdagede guvernøren, at Sydhavskyster var langt mere tilgængelig, og Panama By blev grundlagt her samme år. Alle spanjolere blev overførte til den nye administrationsby, og Santa Marta Antigua blev nedlagt. Som respekteret officer blev Almagro tildelt en encomienda uden for byen som tak for sine tjenester. 

## Alliancen med Francisco Pizarro
I Panama by blev Almagro ven med en anden encomendero, nemlig Francisco Pizarro. Pizarro var kommet til Darién allerede i 1509 sammen med Balboa da Santa Marta Antigua blev etableret. Men da den nye guvernør Davila kom til kolonien i 1514, havde Pizarro straks skiftet loyalitet og var blevet guvernørens mand. Dette gav Pizarro en encomienda, da han kom til Panama. Da arbejdskraften ganske tidlig begyndte at udtyndes på grund af den hårde arbejdsbelastning, de encomenderte indianerne blev udsatte for, deltog både Almargro og Pizarro i en ekspedition til det folkerige Nicaragua i 1522 for at erobre landet og skaffe sig ny arbejdskraft ved at overføre de besejrede indianerne til sine gårde i Panama.
Samme år hørte de om den fantastiske erobring af Aztekerriget i Mexico, og samtidig  vendte en gruppe spanjolere tilbage fra en rejse sydover med beretningen om de fantastiske rigdomme, som skulle befinde sig i Guldlandet i Andesbjergene. Almagro og Pizarro blev enige om, at de sammen skulle igangsætte et projekt for at erobre landet efter inspiration af erobringen af Aztekerriget. Med på laget fik de også præsten Luque, som havde større midler til at investere i projektet. Med velsignelse fra guvernør Davila igangsatte de så deres projekt.

## Jagten på Inkariget
I 4 år arbejdede de to allierede sig sydover langs Sydhavets kyster. Det var en vanskelig opgave med meget modgang. Efter et angreb fra fjendtlige indianere flygtede Pizarro og Almagro med sine skibe ud til øen Isla Gallo, udslidt og med manko på forsyninger. Mens Pizarro og hans mænd ventede på Isla Gallo, sejlede Almagro tilbage til Panama By for at skaffe nye forsyninger. Men i Panama var det kommet en ny guvernør, Pedro de los Rios. Han betragtede Pizarros og Almagros projekt som et mislykket eventyr som kostede for meget, desuden brød det med hans egne interesser. Han nægtede derfor Almagro at forlade byen, og sendte i stedet et eget skib for at hente Pizarro og hans mænd tilbage. Pizarro nægtede at forlade øen, og blev igen med 12 loyale mænd, mens resten blev med tilbage til Panama By. Da Almagro hørte om at Pizarro var blitt igen, lykkedes det ham at snige sig ud fra havnen med et skibe med både flere mænd og forsyninger, og kom til Pizarros undsætning. Således reddede han Pizarro. Sammen sejlede de videre sydover, og kom til sidst til byen Tumbes, hvor de ved selvsyn kunne se rigdommene til Inkariget. De sejlede tilbage til Panama fast bestemt på at vende tilbage for at erobre riget og forsyne sig af rigdommene.

## Erobringen af Inkariget
Vel tilbage i Panama fandt de ingen velvilje hos guvernør de los Rios. På trods af rigdommene de kunne lokke med, nægtede han dem at gå videre med projektet. Til sidst opgav de at forsøge at vinde støtte i Panama, og Pizarro rejste i 1529 til Spanien for at henvende sig direkte til kong Karl om støtte til projektet. Kongen blev begejstret, og gav Pizarro alle fuldmagter. Da han kom tilbage til Panama i 1531, havde han til og med fået titlen Adelantado af Peru, (til Almagro havde han bare sikret en mere underordnet titel), skaffet sig mandskab og forsynet sig af alle de våben, han måtte trænge fra Spaniens våbendepot på Jamaica. Med sig havde han også sine brødre Fernando, Gonzalo og Juan. Mændene Pizarro havde med sig betragtet han som sine, men kong Karl havde også givet dem ret til at skaffe flere mænd til sin ekspedition i Panama, og mens Pizarro sejlede i forvejen, satte Almagro straks i gang med at skaffe sig egne folk. Pizarro lovede at vente på sin allierede i Tumbez.
Pizarro holdt ikke sit løfte. Da Almagro endelig ankom Tumbez med sine nyhvervede mænd, fandt han, at Pizarro allerede havde forladt byen. Han var marcheret sydover til byen Cajamarca, hvor Inkarigets hersker Atahualpa skulle befinde sig. Almagro og Pizarro havde planlagt at følge eksemplet til Cortes i Mexico, som havde taget kontrollen over hele riget ved at tage kong Moctezuma til fange, og styre gennem ham. Nu når Pizarro vidste hvor rigets kejser befandt sig, ville han ikke vente.
Almagro skyndte sig efter, men da han ankom Cajamarca, fandt han, at Pizarro allerede havde taget Atahualpa til fange og fået ham til at fylde et af paladsets rom med guld og et med sølv mod løfte om at blive sluppet fri. Almagro forlangte, at guldet og sølvet skulle fordeles lige mellem Pizarro og Almagro og begge parters mænd, men det nægtede Pizarro; det var ham og hans mænd, som havde gjort det grove arbejde, og derfor skulle de have mest. Almagro og hans mænd skulle få 1/10. Almagro var rasende. Han svarede med at nægtede Pizarro at løslade Atahualpa. Han fik også høre at landet havde været igennem en borgerkrig, og at Atahualpas modstander, broderen Huascar, var blevet taget til fange lige før de hvides ankomst, i tillæg til at Huascar var den retmæssige arving til tronen. Almagro øjnede en chance til at vinde spillet om magten, og sendte nogen af sine ryttere sydover til stedet Huascar blev holdt som fange for at befri ham og udråbe ham som hersker. Men Atahualpa hørte om Almagros planer, og var hurtigere til at sende besked sydover. Da rytterne ankom til fangelejren, var Huascar blevet dræbt. Almagro blev igen taget ved næsen. Han var rasende og forlangte, at Atahualpa skulle dømmes for brodermord, flerkoneri og incest (han var efter inkaernes tradition gift med sin egen søster). Han blev stillet for en spansk domstol og blev dømt til døden og garroteret.
Derefter rejste Almagro og Pizarro videre sydover sammen. Forholdet mellem de to allierede var nu dårlig, men så længe de befandt sig i fjendeland, måtte de holde sammen. Undervejs  modstod de flere angreb fra inkastyrker, og indtog hovedstaden Cusco. Her udråbte de en ny inkahersker, Manco Inca Yupanqi, Huascars nevø, som imidlertid blev holdt i fangenskab på samme måde som  Atahualpa blev. Af rigdommene, de havde erhvervet sig, blev kongens retmæssige femtedel sendt til Spanien under tilsyn af Fernando Pizarro. Da Fernando Pizarro kom tilbage i 1534, havde han med sig en ny titel til Almagro; som plaster på såret var han udnævnt som Adelantado af Chile, et land længere mod syd som vist nok også skulle være rigt.

## Magtkamp
Almagro samlede straks sine mænd og indianske hjælpestyrker og marcherede sydover. Men landet, han kom til, var karrigt og mistrøstigt. Han måtte over mange forrevne bjergområder og den tørre og glohede Atacamaørken, og i Chile mødte han vilde og krigslystne indianere. Almagro returnerede, og han og hans mænd vendte tilbage fillete og udmattede, akkurat tidsnok til at redde Pizarro-brødrene fra en inkahærs belejring af Cuzco, som var på nippet til at falde. Manco Inca havde formået at flygte. Han havde samlet en stor hær, sat belejring af byen i gang og bombarderede byen med brandpile og andet skyts. Almagros overraskende ankomst sendte inkahæren på flugt.
Almagro marcherede ind i byen som redningsmand, men tog straks Pizarro-brødrene til fange. Mens Francisco Pizarro ved Almagros afrejse havde forladt byen og etablerede en ny spansk koloni ved kysten med navnet Ciudad de los Reyes (nu Lima), var hans brødre forblevet i Cuzco, og havde med sine mænd heltemodig forsvaret byen mod inkaernes belejring. Almagro krævede nu at Cuzco skulle være hans by og landet syd i Peru skulle være hans. Francisco Pizarro godtog Almagros krav om todeling, men hans brødre blev ikke frigivet. Imens strømmede stadig flere conquistadorer fra kolonierne i nord til Pizarros koloni, de havde hørt om rigdommene i Inkariget og ønskede at deltage i udplyndringen. På den måde fik Pizarro styrket sin position med endnu flere væbnede mænd.
Men mens Almagro og Pizarro herskede over hver sin by, var situationen blevet alt andet end lys. Manco Inka havde generobret det meste af de centrale dele af Peru, og truede nu Pizarros koloni. Ved et stort slag udenfor kolonien blev inkahæren imidlertid besejret og drevet op i sine tilflugtsteder i bjergene (Vilcabamba- og Urubamba-dalen). Året var 1538. Pizarro sendte nu sine styrker mod Cuzco, og ved et stort slag mellem Pizarros og Almagros mænd på en slette uden for Cuzco, blev Almagro overvundet. Han blev taget til fange og henrettet. Pizarro havde igen taget kontrollen over hele Peru.
Men 3 år senere hævnede Almagros søn drabet på hans far. Han sneg sig ind i Pizarros residens i Lima og dræbte ham med et sværdslag. På denne måde blev Pizarros og Almagros skæbner bundet til hinanden lige indtil begges død.